# Raipur (distrikt)
Raipur är ett distrikt i Indien.   Det ligger i delstaten Chhattisgarh, i den centrala delen av landet, 1 000 km sydost om huvudstaden New Delhi. Antalet invånare är 4 063 872. Arean är 13 083 kvadratkilometer. Raipur gränsar till Durg.
Terrängen i Raipur är platt åt nordväst, men åt sydost är den kuperad.
Följande samhällen finns i Raipur:
- Raipur
- Bhātāpāra
- Baloda Bāzār
- Arang
- Simga
- Deori
- Gariāband
- Bhatgaon